# Delfina Brea
Delfina Brea Senesi (* 5. Dezember 1999 in Buenos Aires) ist eine argentinische Padelspielerin.
Delfina Brea wuchs als Tochter des ehemaligen Padel-Spielers und internationalen Trainers Nito Brea auf. Sie begann als Tennisspielerin und wechselte im Alter von zwölf Jahren zum Padel. Im Alter von 17 Jahren wanderte sie nach Spanien aus, um dort ihre Padelkarriere aufzubauen. Sie wechselte fast jede Saison ihre Partnerin. 2023 startete sie die Saison mit Sofia Araújo. Nach einer Anfrage ihrer alten Freundin Bea González, mit der sie bereits 2019 zusammen gespielt hatte, bildete sie mit ihr erneut ein Team. 2024 begann sie mit Gemma Triay zusammen zu spielen, was von mehrfachem Erfolg gekrönt war.

## Siege

### Siege beim Premier Padel
| Nr. | Jahr | Turnier        | Kategorie | Partnerin    | Gegner                          | Ergebnis        |
| --- | ---- | -------------- | --------- | ------------ | ------------------------------- | --------------- |
| 1.  | 2023 | Madrid         | P1        | Bea González | Ariana Sánchez Paula Josemaría  | 5:7, 7:63, 7:66 |
| 2.  | 2023 | Mailand        | P1        | Bea González | Alejandra Salazar Sofia Araújo  | 6:0, 7:64       |
| 3.  | 2024 | Puerto Cabello | P2        | Bea González | Alejandra Salazar Tamara Icardo | 6:4, 6:3        |
| 4.  | 2024 | Brüssel        | P2        | Bea González | Gemma Triay Claudia Fernández   | 6:4, 6:4        |
| 5.  | 2024 | Sevilla        | P2        | Bea González | Ariana Sánchez Paula Josemaría  | 6:1, 6:1        |
| 6.  | 2024 | Asunción       | P2        | Bea González | Gemma Triay Claudia Fernández   | 6:3, 7:5        |
| 7.  | 2024 | Dubai          | P1        | Bea González | Andrea Ustero Alejandra Alonso  | 6:2, 6:3        |
| 8.  | 2025 | Gijón          | P2        | Gemma Triay  | Ariana Sánchez Paula Josemaría  | 0:6, 6:1, 6:4   |
| 9.  | 2025 | Cancún         | P2        | Gemma Triay  | Marta Ortega Sofia Araújo       | 6:3, 6:1        |
| 10. | 2025 | Miami          | P1        | Gemma Triay  | Ariana Sánchez Paula Josemaría  | 2:6, 6:1, 6:4   |
| 11. | 2025 | Doha           | Major     | Gemma Triay  | Ariana Sánchez Paula Josemaría  | 6:4, 6:4        |
| 12. | 2025 | Rom            | Major     | Gemma Triay  | Ariana Sánchez Paula Josemaría  | 6:4, 6:4        |
| 13. | 2025 | Tarragona      | P1        | Gemma Triay  | Ariana Sánchez Paula Josemaría  | 7:6, 6:4        |